# Cronologia da temporada de furacões no Atlântico de 2021
A temporada de furacões no Atlântico de 2021 foi a terceira temporada de furacões no Atlântico mais ativa já registada, com 21 tempestades nomeadas, e o sexto ano consecutivo em que houve atividade de ciclones tropicais acima da média. A temporada começou oficialmente em 1 de junho de 2021, e terminou em 30 de novembro de 2021. Essas datas, adotadas por convenção, descrevem historicamente o período em cada ano em que a maioria dos ciclones tropicais do Atlântico Norte se forma. No entanto, a formação de ciclones tropicais é possível em qualquer época do ano, como foi o caso nesta temporada, quando a tempestade tropical Ana se formou em 22 de maio. O sistema final da temporada, a Tempestade Tropical Wanda, se dissipou em 7 de novembro. Das 21 tempestade nomeadas da temporada, sete tornaram-se furacões, e quatro se intensificaram em grandes furacões. A tempestade mais devastadora da temporada foi o Furacão Ida. Ele fez landfall na Luisiana com ventos máximos sustentados de 240 km/h (150 mph), destruindo comunidades costeiras em seu caminho; partes da área metropolitana de Nova Orleães ficaram sem energia por várias semanas. A tempestade causou danos estimados em US$ 75 mil milhões (2021 USD) nos EUA e foi responsável por 87 mortes. Mais da metade dessas mortes ocorreram em Nova Iorque e Nova Jérsia, pois os remanescentes do furacão trouxeram chuvas que provocaram inundações generalizadas em toda a região. Além disso, fortes chuvas causaram inundações e deslizamentos de terra em toda a Venezuela quando a onda tropical precursora de Ida passou pelo sudeste do Mar do Caribe, resultando em pelo menos 20 mortes. Em abril de 2022, o nome Ida foi retirado da reutilização no Atlântico Norte pela Organização Meteorológica Mundial devido à quantidade extraordinária de danos e número de fatalidades que causou.
Esta linha do tempo documenta formações de ciclones tropicais, fortalecimento, enfraquecimento, desembarques, transições extratropicais e dissipações durante a temporada. Inclui informações que não foram divulgadas ao longo da temporada, o que significa que foram incluídos dados de análises pós-tempestade pelo Centro Nacional de Furacões, como uma tempestade que não foi inicialmente alertada.
Por convenção, os meteorologistas usam um fuso horário ao emitir previsões e fazer observações: Tempo Universal Coordenado (UTC), e também usam o relógio de 24 horas (onde 00:00 = meia-noite UTC). O Centro Nacional de Furacões usa tanto UTC e o fuso horário onde se encontra atualmente o centro do ciclone tropical. Os fusos horários utilizados (leste a oeste) são: Greenwich, Cabo Verde, Atlantic, Eastern e Central. Nesta linha do tempo, todas as informações são listadas primeiro pelo UTC, com o respectivo fuso horário regional incluído entre parênteses. Além disso, os valores para ventos máximos sustentados e estimativas de posição são arredondados para os 5 mais próximos unidades (nós, milhas ou quilômetros), seguindo a prática do Centro Nacional de Furacões. As observações de vento direto são arredondadas para o número inteiro mais próximo. As pressões atmosféricas são listadas ao milibar mais próximo e ao centésimo de polegada de mercúrio mais próximo.

## Linha do tempo

### Maio
22 de maio

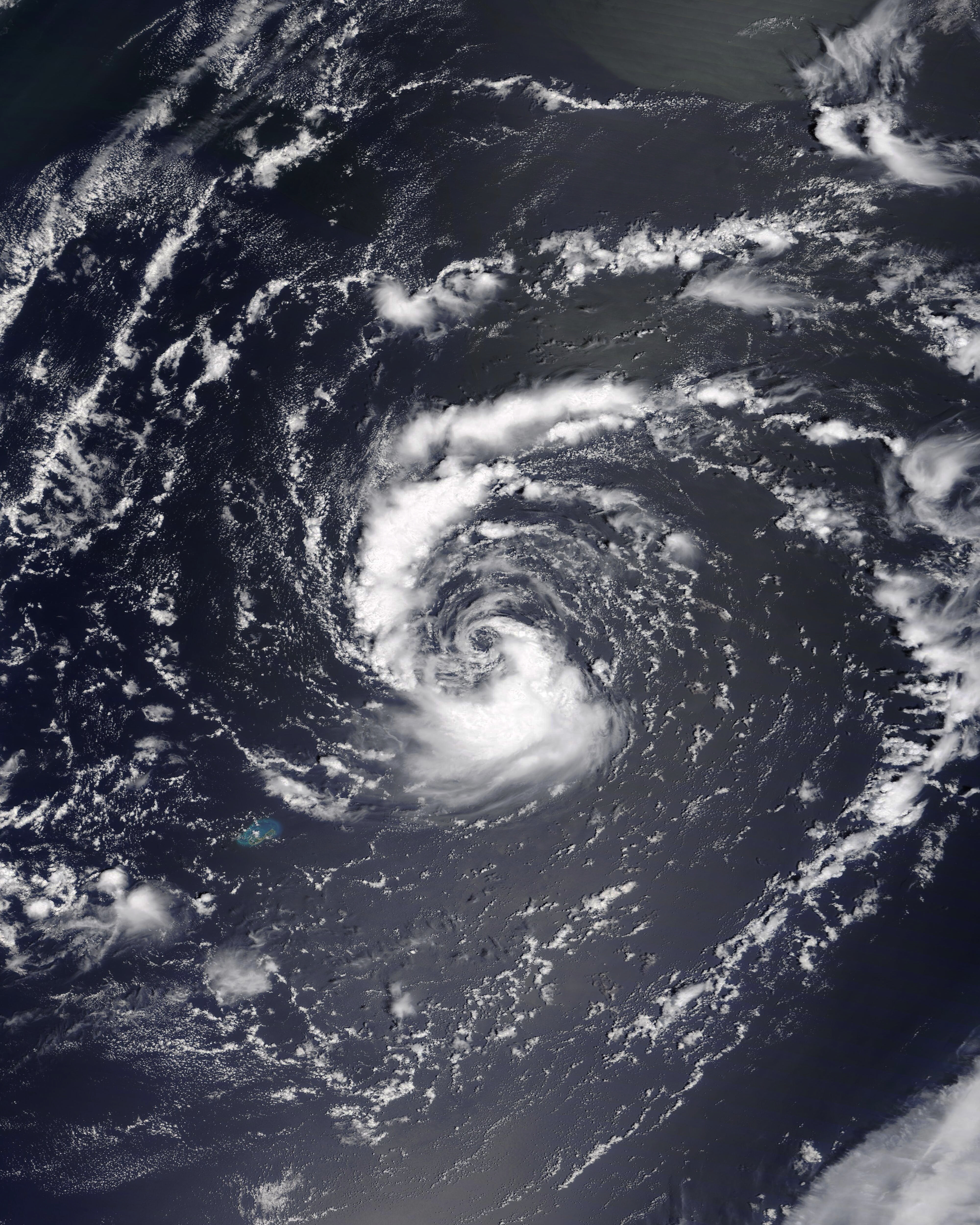
Tempestade subtropical Ana nordeste das Bermudas em 22 de maio

- 06:00 UTC (2:00 a.m. AST ) em 34° 12′ N, 62° 06′ O – A tempestade subtropical Ana se forma a partir de um ciclone extratropical cerca de 200 mi (325 km) a nordeste das Bermudas.[10]

23 de maio
- 00:00 UTC (8:00 p.m. AST, 23 de maio) em 34° 42′ N, 61° 48′ O – A tempestade subtropical Ana transita para uma tempestade tropical por volta de 235 mi (280 km) a nordeste das Bermudas.[10]
- 06:00 UTC (2:00 a.m. AST) em 35° 24′ N, 61° 06′ O – Tempestade tropical Ana atinge pico de intensidade com ventos de 45 km/h (75 km/h) e uma pressão central mínima de 1,004 mbar (29.6 inHg), cerca de 295 mi (470 km) a nordeste das Bermudas.[10]
- 18:00 UTC (2:00 p.m. AST) em 36° 48′ N, 58° 42′ O – A tempestade tropical Ana transita para um ciclone pós-tropical cerca de 455 mi (730 km) a nordeste das Bermudas e, posteriormente, abre-se em uma calha.[10]

### Junho
1 de Junho
- A temporada de furacões no oceano Atlântico de 2021 começa oficialmente.[2]

14 de junho
- 06:00 UTC (2:00 a.m. EDT ) em 33° 12′ N, 75° 54′ O – depressão tropical Dois forma-se de uma frente estacionária cerca de 110 nmi (200 km) leste-sudeste de Cape Fear, Carolina do Norte.[11]
- 18:00 UTC (2:00 p.m. EDT) em 36° 42′ N, 69° 48′ O – depressão tropical Dois se fortalece em tempestade tropical cerca de 135 nmi (250 km) a leste de Cabo Hatteras, Carolina do Norte.[11]

15 de junho
- 12:00 UTC (8:00 a.m. AST) em 39° 24′ N, 64° 00′ O – Tempestade Tropical Bill atinge seu pico de intensidade com ventos máximos sustentados de 55 kn (102 km/h) e uma pressão central mínima de 992 mbar (29.3 inHg), cerca de 300 nmi (560 km) leste-sudeste de Chatham, Massachusetts.[11]

16 de junho
- 00:00 UTC (8:00 p.m. AST, 15 de junho) em 42° 30′ N, 57° 54′ O – Tropical Storm Bill transita para um ciclone pós-tropical cerca de 320 nmi (590 km) leste-sudeste de Halifax, Nova Escócia, e depois degenera em um vale de baixa pressão.[11]

19 de junho
- 00:00 UTC (19:00 CDT, 18 de junho) às  – A tempestade tropical Claudette se forma a partir de uma área de baixa pressão de cerca de 80 nmi (150 km) ao sul de Morgan City, Luisiana.[12]
- 04:30 UTC (23:30 CDT, 18 de junho) em 29° 12′ N, 91° 00′ O – A tempestade tropical Claudette atinge a terra firme na Paróquia de Terrebonne, Louisiana, cerca 25 nmi (46 km) sul-sudoeste de Houma.[12]
- 06:00 UTC (01:00 CDT) em 29° 30′ N, 90° 48′ O – A tempestade tropical Claudette atinge seu pico de intensidade com ventos máximos sustentados de 40 kn (74 km/h) e uma pressão central mínima de 1,003 mbar (29.6 inHg), cerca 8 nmi (15 km) sul-sudoeste de Houma.[12]
- 18:00 UTC (13:00 CDT) em 31° 30′ N, 88° 48′ O – A tempestade tropical Claudette enfraquece em uma depressão tropical sobre o leste do Alabama, cerca de 150 nmi (280 km) a nordeste de Houma.[12]

21 de junho

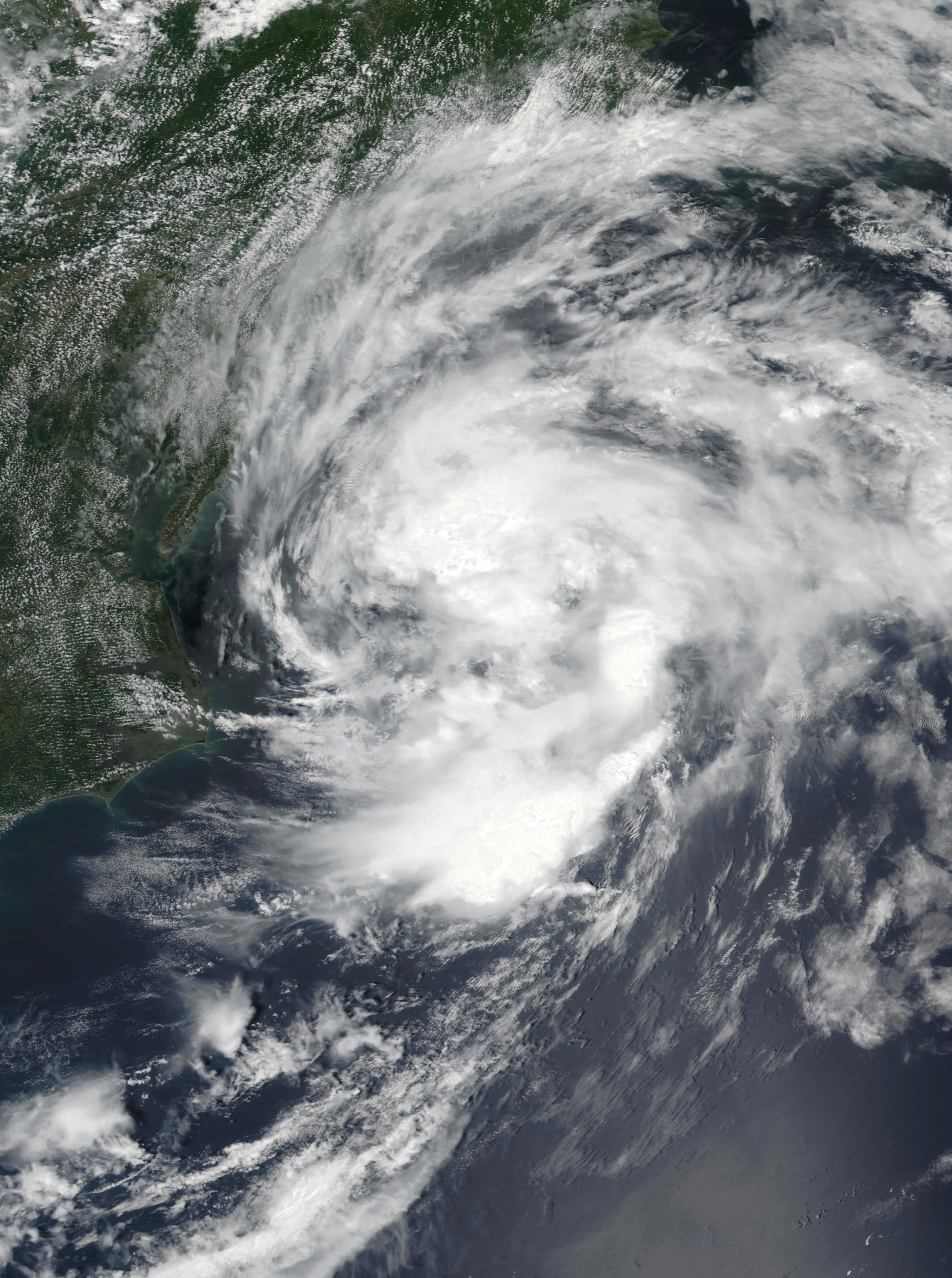
Tempestade tropical Claudette na costa da Carolina do Norte em 21 de junho

- 06:00 UTC (2:00 am EDT) em 35° 00′ N, 79° 06′ O – depressão tropical Claudette se fortalece em uma tempestade tropical ao largo da costa da Carolina do Norte.[12]

22 de junho
- 06:00 UTC (2:00 am AST) em 39° 42′ N, 67° 48′ O – A tempestade tropical Claudette transita para uma baixa extratropical e, posteriormente, dissipa-se a sudeste da costa da Nova Escócia.[12]

27 de junho
- 18:00 UTC (14:00 EDT) em 29° 48′ N, 72° 48′ O – depressão tropical Quatro forma-se de uma baixa não tropical cerca de 400 nmi (740 km) leste-sudeste de Charleston, Carolina do Sul.[13]

28 de junho
- 06:00 UTC (2:00 am EDT) em 30° 42′ N, 76° 06′ O – depressão tropical Quatro se fortalece na tempestade tropical Danny cerca de 225 nmi (417 km) sudeste de Charleston.[13]
- 18:00 UTC (14:00 EDT) em 32° 00′ N, 79° 30′ O – Tempestade Tropical Danny atinge intensidade máxima com ventos de 40 kn (74 km/h) e uma pressão central mínima de 1,009 mbar (29.8 inHg), cerca de 45 nmi (83 km) sul-sudeste de Charleston.[13]
- 23h20 UTC (19h20 EDT) em 32° 18′ N, 80° 30′ O – A tempestade tropical Danny atinge a ilha Pritchards, ao norte de Hilton Head, Carolina do Sul, com ventos sustentados de 35 kn (65 km/h).[13]

29 de junho
- 00:00 UTC (20:00 EDT, 28 de junho) em 32° 24′ N, 80° 42′ O – A tempestade tropical Danny enfraquece em uma depressão tropical no interior do leste da Carolina do Sul e depois se dissipa no leste da Geórgia.[13]

30 de Junho
- 18:00 UTC (14:00 AST) às  – depressão tropical Cinco forma-se de uma onda tropical cerca de 1,000 nmi (1,900 km) leste-sudeste de Barbados.[14]

### Julho
1º de julho
- 00:00 UTC (20:00 AST, 30 de junho) em 9° 18′ N, 45° 18′ O – depressão tropical Cinco se fortalece na tempestade tropical Elsa cerca de 850 nmi (1,570 km) leste-sudeste de Barbados.[14]

2 de julho

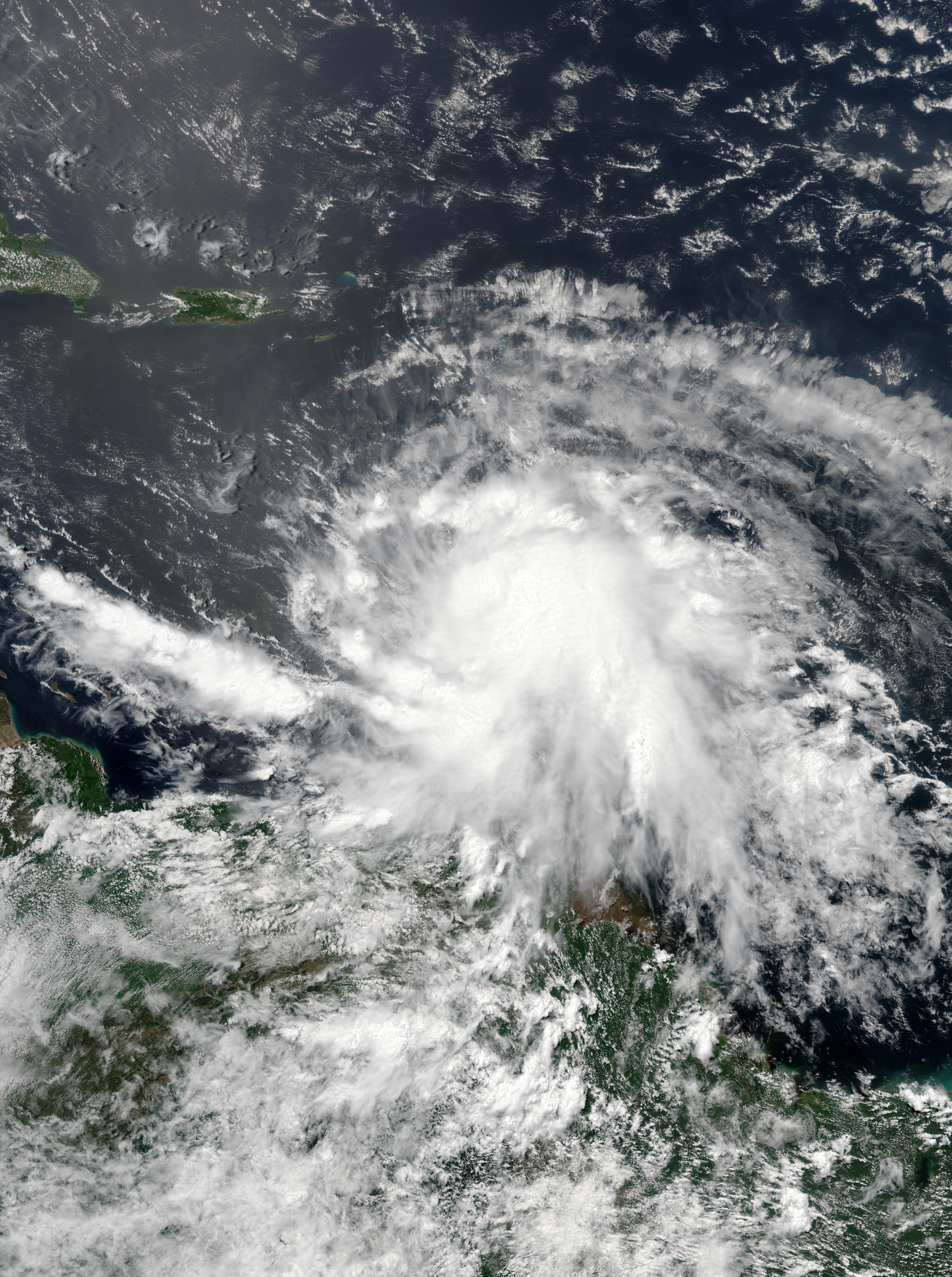
Furacão Elsa depois de passar pelas Pequenas Antilhas em 2 de julho

- 12:00 UTC (8:00 am AST) em 13° 00′ N, 59° 48′ O – A tempestade tropical Elsa se fortalece em um furacão de categoria 1 cerca 20 mi (32 km) ao sul de Barbados.[14]
- 18:00 UTC (14:00 AST) em 13° 48′ N, 62° 24′ O – Furacão Elsa atinge pico de intensidade com ventos de 75 kn (139 km/h) e uma pressão central mínima de 991 mbar (29.3 inHg), cerca de 95 mi (153 km) oeste-noroeste de São Vicente.[14]

3 de julho
- 12:00 UTC (8:00 am AST) em 16° 36′ N, 70° 18′ O – Furacão Elsa enfraquece em uma tempestade tropical cerca de 100 nmi (190 km) ao sul da costa sul da República Dominicana.[14]

5 de julho
- 18:00 UTC (14:00 AST) em 22° 12′ N, 81° 36′ O – A tempestade tropical Elsa atinge a costa sul de Cuba no Parque Nacional Cienaga de Zapata com ventos máximos de cerca de 55 kn (102 km/h).[14]

7 de julho
- 00:00 UTC (20:00 EDT, 6 de julho) em 26° 36′ N, 83° 12′ O – A tempestade tropical Elsa se fortalece em um furacão de categoria 1 cerca de 50 mi (80 km) a oeste de Englewood, Flórida.[14]
- 06:00 UTC (2:00 am EDT) em 27° 48′ N, 83° 30′ O – Furacão Elsa enfraquece novamente em uma tempestade tropical cerca de 35 mi (56 km) a oeste de São Petersburgo, Flórida.[14]
- 14h30 UTC (10h30 EDT) em 29° 48′ N, 83° 30′ O – A tempestade tropical Elsa atinge a terra firme em Condado de Taylor, Flórida, com ventos máximos de cerca de 55 kn (102 km/h).[14]

9 de julho
- 15:00 UTC (11:00 am EDT) em 40° 54′ N, 72° 18′ O – A tempestade tropical Elsa atinge a costa perto de East Hampton, Nova York, com ventos máximos de cerca de 50 kn (93 km/h).[14]
- 16:30 UTC (12:30 EDT) em 41° 24′ N, 71° 42′ O – A tempestade tropical Elsa atinge a costa perto de Westerly, Rhode Island com ventos máximos de cerca de 50 kn (93 km/h).[14]
- 18:00 UTC (14:00 EDT) em 42° 00′ N, 71° 00′ O – A tempestade tropical Elsa transita para um ciclone extratropical sobre o sudeste da Nova Inglaterra e depois se dissipa.[14]

### Agosto
11 de agosto
- 00:00 UTC (20:00 AST, 10 de agosto) às  – A tempestade tropical Fred se forma como resultado da interação entre uma série de ondas tropicais a cerca de 50 nmi (93 km) sul-sudeste de Ponce, Porto Rico.[15]
- 17:00 UTC (13:00 AST) em 18° 24′ N, 70° 06′ O – A tempestade tropical Fred atinge a terra perto de San Cristóbal, República Dominicana, com ventos máximos sustentados de 40 kn (74 km/h).[15]

12 de agosto
- 00:00 UTC (20:00 EDT, 11 de agosto) em 19° 12′ N, 71° 42′ O – A tempestade tropical Fred enfraquece para uma depressão tropical sobre o centro de Hispaniola, 45 nmi (83 km) sudeste de Cabo Haitiano, Haiti.[15]

13 de agosto
- 00:00 UTC (20:00 EDT, 12 de agosto) em 21° 12′ N, 75° 30′ O – depressão tropical Fred se fortalece para uma tempestade tropical cerca de 50 nmi (93 km) leste-nordeste de Holguín, Cuba.[15]
- 06:00 UTC (14:00 AST) às  – depressão tropical Sete formas de uma onda tropical cerca de 880 nmi (1,630 km) a leste das Ilhas de Sotavento.[16]
- 12:00 UTC (8:00 am EDT) em 22° 00′ N, 77° 42′ O – A tempestade tropical Fred novamente enfraquece em uma depressão tropical, uma vez que simultaneamente atinge a costa de Cayo Romano, na costa norte de Cuba.[15]

14 de agosto
- 00:00 UTC (08:00 EDT, 13 de agosto) em 22° 30′ N, 80° 12′ O – depressão tropical Fred degenera em um cavado aberto sobre o centro de Cuba.[15]

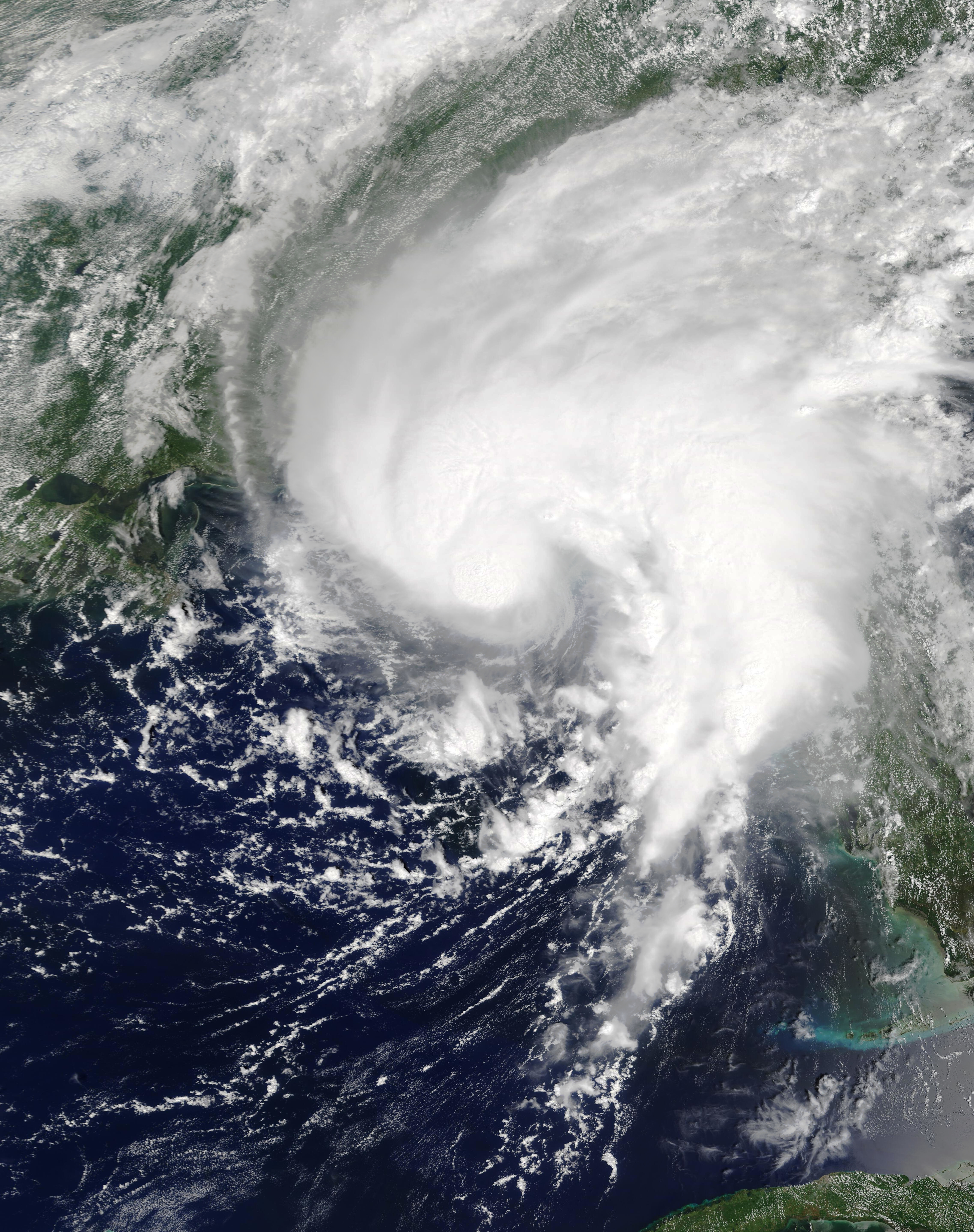
Tempestade tropical Fred se aproximando do Panhandle da Flórida em 16 de agosto

- 12:00 UTC (8:00 am AST) em 16° 06′ N, 57° 12′ O – depressão tropical Sete se fortalece na tempestade tropical Grace cerca de 270 nmi (500 km) leste-sudeste das Ilhas Sotavento.[16]

15 de agosto
- 00:00 UTC (20:00 AST, 14 de agosto) em 16° 30′ N, 61° 42′ O – A tempestade tropical Grace enfraquece em uma depressão tropical cerca de 35 mi (56 km) ao norte de Guadalupe.[16]
- 12:00 UTC (8:00 am EDT) em 25° 42′ N, 84° 42′ O – Remanescentes de Fred se transformam em uma tempestade tropical por volta de 160 nmi (300 km) a oeste de Naples, Flórida.[15]
- 18:00 UTC (14:00 AST) em 34° 06′ N, 62° 42′ O – depressão tropical Oito formas de um sistema de baixa pressão de superfície cerca de 150 nmi (280 km) a nordeste das Bermudas.[17]

16 de agosto
- 12:00 UTC (8:00 am AST) em 17° 30′ N, 71° 24′ O – depressão tropical Grace se fortalece em uma tempestade tropical cerca de 40 nmi (74 km) a leste da Ilha Beata, República Dominicana.[16]
- 16:30 UTC (12:30 AST) em 17° 42′ N, 71° 24′ O – A tempestade tropical Grace atinge o sul de Oviedo, República Dominicana, com ventos sustentados de 35 kn (65 km/h).[16]
- 18:00 UTC (13:00 CDT) em 29° 30′ N, 85° 24′ O – A tempestade tropical Fred atinge o pico de intensidade com ventos máximos sustentados de 55 kn (102 km/h) e uma pressão central mínima de 991 mbar (29.3 inHg), cerca 25 nmi (46 km) sudoeste de Apalachicola, Flórida.[15]
- 18:00 UTC (14:00 AST) em 31° 06′ N, 62° 54′ O – depressão tropical Oito se fortalece na tempestade tropical Henri 110 nmi (200 km) sudeste das Bermudas.[17]
- 19:00 UTC (14:00 CDT) em 29° 42′ N, 85° 24′ O – A tempestade tropical Fred atinge a costa com intensidade máxima na Península de St. Joseph, a noroeste do Cabo San Blas, no Panhandle da Flórida.[15]

17 de agosto
- 12:00 UTC (8:00 am EDT) em 32° 48′ N, 85° 12′ O – A tempestade tropical Fred enfraquece para uma depressão tropical sobre o leste do Alabama.[15]
- 14:00 UTC (10:00 EDT) em 18° 12′ N, 76° 36′ O – A tempestade tropical Grace atinge a costa nordeste da Jamaica perto de Black Hill, com ventos sustentados de 50 kn (93 km/h).[16]

18 de agosto
- 00:00 UTC (20:00 EDT, 17 de agosto) em 35° 54′ N, 83° 36′ O – A tempestade tropical Fred torna-se uma baixa pós-tropical no leste do Tennessee.[15]
- 12:00 UTC (8:00 am EDT) em 19° 12′ N, 81° 30′ O – Tempestade Tropical Grace se fortalece em um furacão categoria 1 cerca 15 nmi (28 km) oeste-sudoeste de Grande Caimão.[16]

19 de agosto
- 00:00 UTC (20:00 EDT, 18 de agosto) em 41° 12′ N, 78° 12′ O – O ciclone pós-tropical Fred torna-se uma baixa extratropical sobre o centro da Pensilvânia e, posteriormente, se dissipa.[15]
- 09:45 UTC (04:45 CDT) em 20° 06′ N, 87° 30′ O – Furacão Grace atinge a terra cerca 10 mi (16 km) ao sul de Tulum, Quintana Roo, com ventos sustentados de 75 kn (139 km/h).[16]

Ciclo de satélite do furacão Grace se intensificando rapidamente na Baía de Campeche em 20 de agosto

- 12:00 UTC (7:00 am CDT) em 20° 12′ N, 88° 06′ O – Furacão Grace enfraquece em uma tempestade tropical no interior da Península de Iucatã.[16]

20 de agosto
- 12:00 UTC (7:00 am CDT) em 20° 36′ N, 93° 48′ O – Tempestade Tropical Grace se fortalece em um furacão categoria 1 cerca de 205 nmi (380 km) leste-sudeste de Tuxpan, Veracruz.[16]
- 18:00 UTC (13:00 CDT) em 20° 36′ N, 94° 42′ O – Furacão Grace se intensifica para Categoria 2 força cerca de 155 nmi (287 km) leste-sudeste de Tuxpan.[16]

21 de agosto
- 00:00 UTC (19:00 CDT, 20 de agosto) em 20° 42′ N, 95° 48′ O – Furacão Grace se intensifica para força de Categoria 3 a cerca de 90 nmi (170 km) a leste de Tuxpan, e simultaneamente atinge o pico de intensidade com ventos de 105 kn (194 km/h) e uma pressão central mínima de 967 mbar (28.6 inHg).[16]
- 05:30 UTC (12:30 am CDT) em 20° 36′ N, 97° 06′ O – Furacão Grace atinge a costa perto de Tecolutla, Veracruz, com intensidade máxima.[16]
- 12:00 UTC (7:00 am CDT) às  – Furacão Grace enfraquece para uma tempestade tropical cerca de 60 nmi (110 km) sudoeste de Tuxpan, e a circulação superficial se dissipa mais tarde.[16]
- 12:00 UTC (8:00 am EDT) em 33° 36′ N, 72° 42′ O – A tempestade tropical Henri se fortalece em um furacão de categoria 1 por volta de 170 nmi (310 km) sudeste de Cape Hatteras, Carolina do Norte.[17]

22 de agosto
- 06:00 UTC (2:00 am EDT) em 39° 24′ N, 71° 00′ O – Furacão Henri atinge o pico de intensidade com ventos máximos sustentados de 65 kn (120 km/h) e uma pressão central mínima de 986 mbar (29.1 inHg), cerca de 111 nmi (206 km) sul-sudeste de Block Island, Rhode Island.[17]
- 12:00 UTC (8:00 am EDT) em 40° 42′ N, 71° 18′ O – Furacão Henri enfraquece em uma tempestade tropical, cerca de 33 nmi (61 km) sul-sudeste de Block Island.[17]
- 15h20 UTC (11h20 EDT) em 41° 12′ N, 71° 36′ O – A tempestade tropical Henri atinge a ilha Block Island com ventos sustentados de 55 kn (102 km/h).[17]
- 16:15 UTC (12:15 EDT) em 41° 18′ N, 71° 48′ O – A tempestade tropical Henri atinge a terra perto de Westerly, Rhode Island com ventos sustentados de 55 kn (102 km/h).[17]

23 de agosto
- 00:00 UTC (20:00 EDT, 22 de agosto) em 41° 48′ N, 73° 00′ O – A tempestade tropical Henri enfraquece em uma depressão tropical cerca de 62 nmi (115 km) noroeste de Westerly.[17]
- 18:00 UTC (14:00 EDT) em 41° 30′ N, 73° 48′ O – depressão tropical Henri degenera em uma baixa remanescente de cerca de 91 nmi (169 km) noroeste de Westerly, e posteriormente se dissipa.[17]

26 de agosto
- 15:00 UTC (11:00 am EDT) em 16° 54′ N, 79° 12′ O – depressão tropical Nove formas de uma combinação de vários sistemas climáticos de baixa latitude, começando com uma onda tropical, cerca de 150 nmi (280 km) sudoeste de Kingston, Jamaica.[18]
- 18:00 UTC (18:00 EDT) em 17° 24′ N, 79° 30′ O – A depressão tropical Nove se fortalece na tempestade tropical Ida por volta de 170 nmi (310 km) a oeste de Kingston.[18]

27 de agosto
- 18:00 UTC (14:00 EDT) em 21° 30′ N, 82° 36′ O – A tempestade tropical Ida se fortalece em um furacão de categoria 1 ao atingir a ilha de la Juventud, Cuba.[18]
- 23h25 UTC (19h25 EDT) em 22° 24′ N, 83° 12′ O – Furacão Ida atinge a costa perto de Playa Dayaniguas, na província de Pinar del Río, Cuba, com ventos sustentados de 70 kn (130 km/h).[18]

28 de agosto
- 06:00 UTC (2:00 am AST) em 13° 42′ N, 49° 48′ O – depressão tropical Dez forma-se de uma onda tropical cerca de 700 nmi (1,300 km) a leste das Ilhas de Sotavento.[19]
- 18:00 UTC (14:00 AST) em 32° 12′ N, 51° 00′ O – depressão tropical Onze forma-se de uma onda tropical cerca de 700 nmi (1,300 km) a leste das Bermudas.[20]

29 de agosto

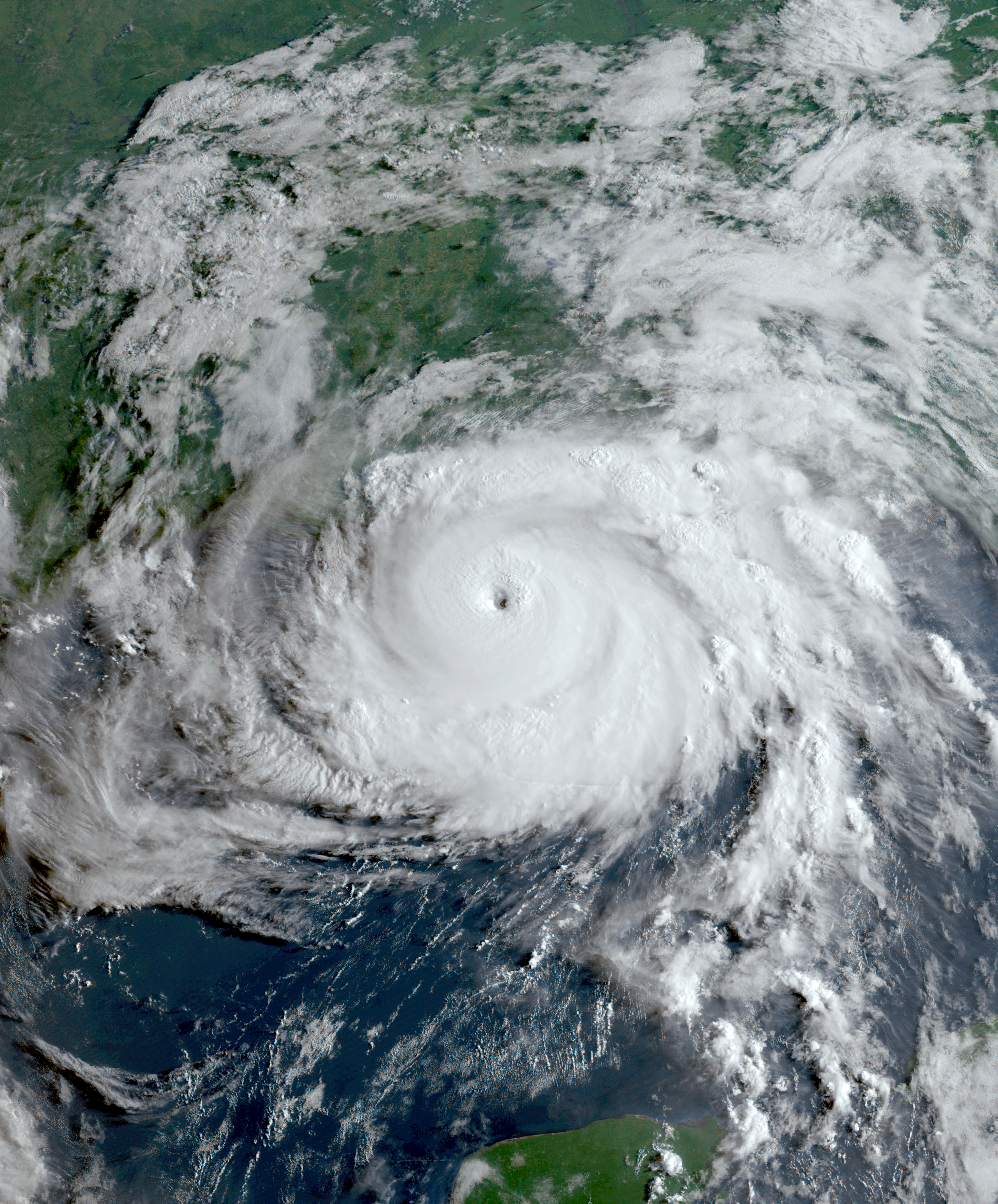
Furacão Ida se aproxima da Louisiana em 29 de agosto

- 00:00 UTC (19:00 CDT, 28 de agosto) em 26° 42′ N, 87° 36′ O – Furacão Ida intensifica a força da categoria 2 cerca de 250 nmi (460 km) sudeste de Houma, Louisiana.[18]
- 06:00 UTC (01:00 CDT) em 27° 36′ N, 88° 42′ O – Furacão Ida intensifica a força da categoria 4 cerca de 160 nmi (300 km) sudeste de Houma.[18]
- 06:00 UTC (2:00 am AST) em 33° 30′ N, 49° 18′ O – depressão tropical Onze se fortalece na tempestade tropical Julian cerca de 775 nmi (1,435 km) a leste das Bermudas.[20]
- 12:00 UTC (7:00 am CDT) em 28° 30′ N, 89° 36′ O – Furacão Ida atinge o pico de intensidade com ventos máximos sustentados de 130 kn (240 km/h) e uma pressão central mínima de 929 mbar (27.4 inHg), cerca de 50 mi (85 km) a sudoeste da foz do rio Mississippi.[18][21]
- 16h55 UTC (11h55 CDT) em 29° 06′ N, 90° 12′ O – Furacão Ida atinge Porto Fourchon, Louisiana, com ventos sustentados de 130 kn (240 km/h).[18]

30 de agosto
- 00:00 UTC (19:00 CDT, 29 de agosto) em 29° 54′ N, 90° 36′ O – Furacão Ida enfraquece para Categoria 2 no interior, cerca 20 nmi (37 km) oeste-sudoeste de Nova Orleães, Louisiana.[18]
- 06:00 UTC (01:00 CDT) em 30° 36′ N, 90° 48′ O – Furacão Ida enfraquece para Categoria 1, cerca de 20 milhas (30 km) ao sul-sudoeste de Greensburg, Louisiana.[18][22]
- 06:00 UTC (06:00 GMT) em 38° 54′ N, 40° 00′ O – A tempestade tropical Julian atinge o pico de intensidade com ventos máximos sustentados de 50 kn (93 km/h) e uma pressão central mínima de 993 mbar (29.3 inHg).[20]
- 06:00 UTC (2:00 am AST) em 20° 30′ N, 50° 36′ O – A depressão tropical Dez se fortalece na tempestade tropical Kate.[19]
- 12:00 UTC (7:00 am CDT) em 31° 30′ N, 90° 54′ O – Furacão Ida enfraquece em uma tempestade tropical cerca de 55 nmi (102 km) sul-sudoeste de Jackson, Mississippi.[18]
- 12:00 UTC (12:00 am GMT) em 40° 36′ N, 37° 54′ O – A tempestade tropical Julian completa a transição extratropical e se funde com um sistema frontal por volta de 750 nmi (1,390 km) leste-sudeste de Cape Race, Terra Nova.[20]
- 12:00 UTC (8:00 am AST) em 21° 18′ N, 50° 48′ O – A tempestade tropical Kate atinge o pico de intensidade com ventos máximos sustentados de 40 kn (74 km/h) e uma pressão central mínima de 1,004 mbar (29.6 inHg), cerca de 670 nmi (1,240 km) leste-nordeste das Ilhas Barlavento.[19]

31 de agosto
- 00:00 UTC (19:00 CDT, 30 de agosto) em 33° 00′ N, 90° 00′ O – A tempestade tropical Ida enfraquece em uma depressão tropical cerca de 40 nmi (74 km) ao norte de Jackson.[18]
- 12:00 UTC (8:00 am AST) em 23° 12′ N, 50° 54′ O – A tempestade tropical Kate enfraquece em uma depressão tropical.[19]
- 18:00 UTC (17:00 CVT) em 11° 30′ N, 20° 36′ O – depressão tropical Doze forma-se de uma onda tropical cerca de 280 nmi (520 km) sul-sudeste das ilhas de Cabo Verde.[23]Poderia

### Setembro
1 de Setembro
- 00:00 UTC (23:00 CVT, 31 de agosto) em 11° 54′ N, 22° 30′ O – depressão tropical Doze se fortalece na tempestade tropical Larry cerca de 200 nmi (370 km) sul-sudeste das ilhas de Cabo Verde.[23]
- 12:00 UTC (8:00 am EDT) em 37° 42′ N, 81° 30′ O – A depressão tropical Ida transita para uma baixa extratropical no sul da Virgínia Ocidental e, posteriormente, degenera em um vale.[18]

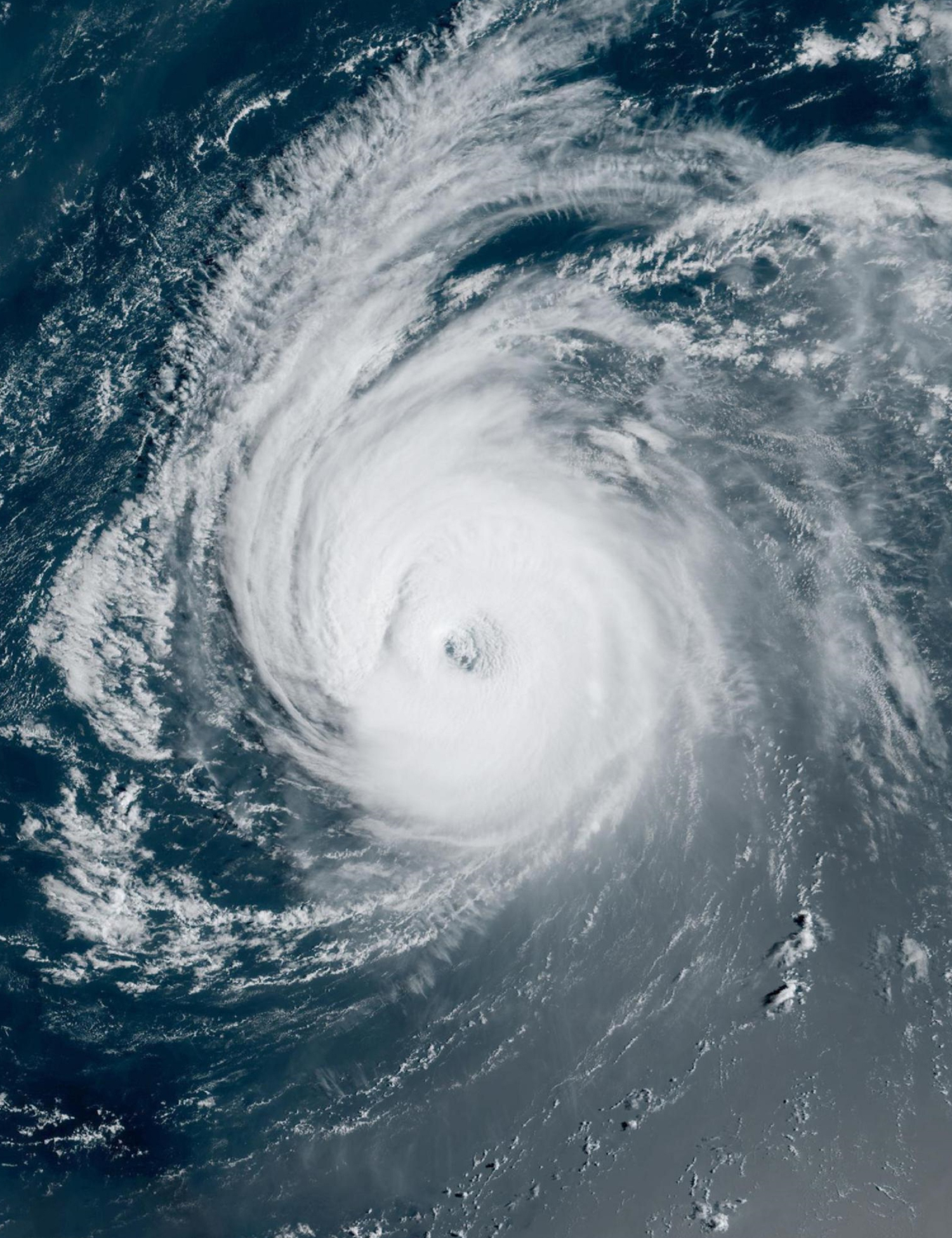
Furacão Larry no Oceano Atlântico aberto em 5 de setembro

- 12:00 UTC (8:00 am AST) em 26° 36′ N, 52° 18′ O – depressão tropical Kate degenera em uma calha alongada cerca de 835 nmi (1,546 km) a nordeste do norte das Ilhas de Sotavento, e posteriormente se dissipa.[19]

2 de setembro

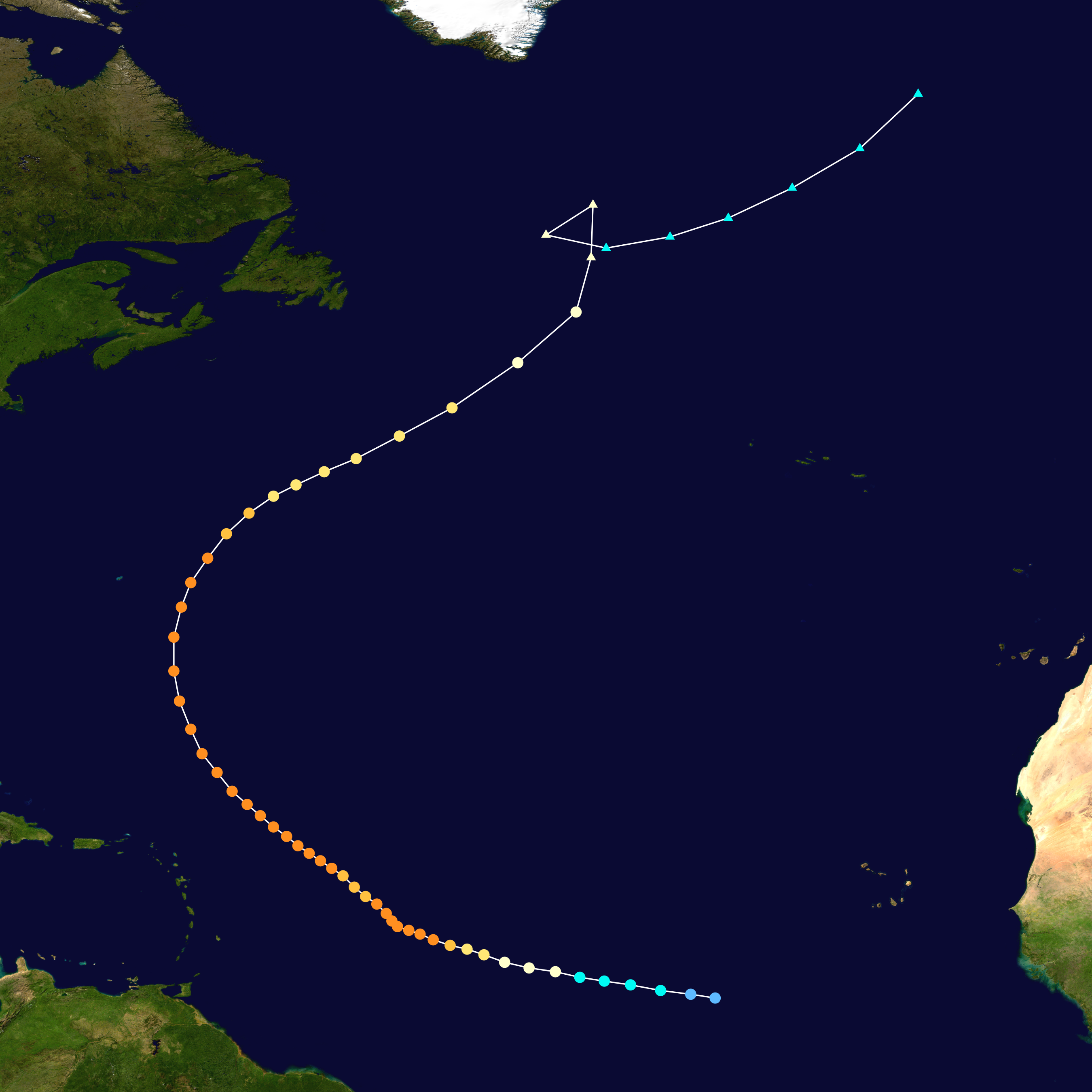
Mapa traçando a trilha e a intensidade do furacão Sam

- 06:00 UTC (2:00 am AST) em 13° 00′ N, 31° 36′ O – A tempestade tropical Larry se fortalece em um furacão categoria 1 cerca de 425 nmi (787 km) oeste-sudoeste das ilhas mais ocidentais de Cabo Verde.[23]

3 de setembro
- 18:00 UTC (14:00 AST) em 14° 42′ N, 41° 24′ O – Furacão Larry se intensifica para força de Categoria 2 cerca de 1,055 nmi (1,954 km) a leste das Ilhas de Sotavento.[23]

4 de setembro
- 00:00 UTC (20:00 AST, 3 de setembro) em 16° 18′ N, 44° 36′ O – Furacão Larry se intensifica para força de Categoria 3 cerca de 980 nmi (1,810 km) a leste das Ilhas de Sotavento.[23]

5 de setembro
- 12:00 UTC (8:00 am AST) em 19° 12′ N, 49° 24′ O Furacão Larry atinge o pico de intensidade com ventos de 110 kn (200 km/h) e uma pressão central mínima de 953 mbar (28.1 inHg), cerca de 725 nmi (1,343 km) a leste das Ilhas de Sotavento.[23]

07 de setembro
- 12:00 UTC (8:00 am AST) em 24° 00′ N, 55° 24′ O – Furacão Larry enfraquece para Categoria 2 força cerca de 700 nmi (1,300 km) sudeste das Bermudas.[23]

8 de setembro
- 18:00 UTC (13:00 CDT) em 28° 24′ N, 86° 48′ O – A tempestade tropical Mindy se forma a partir de uma onda tropical de cerca de 140 nmi (260 km) sudoeste de Apalachicola, Flórida.[24]

9 de setembro
- 01:15 UTC (20:15 CDT, 8 de setembro) em 29° 42′ N, 85° 06′ O – A tempestade tropical Mindy atinge o pico de intensidade com ventos máximos sustentados de 50 kn (93 km/h) e uma pressão central mínima de 1,000 mbar (30 inHg), ao mesmo tempo em que desembarca na ilha de St. Vincent, Flórida, cerca 10 nmi (19 km) oeste-sudoeste de Apalachicola.[24]
- 06:00 UTC (2:00 am EDT) em 30° 06′ N, 60° 48′ O – Furacão Larry enfraquece para Categoria 1 força cerca de 240 nmi (440 km) sudeste das Bermudas.[23]
- 12:00 UTC (8:00 am EDT) em 31° 12′ N, 81° 48′ O – A tempestade tropical Mindy enfraquece em uma depressão tropical no sudeste da Geórgia.[24]

10 de setembro
- 00:00 UTC (20:00 EDT, 9 de setembro) em 32° 06′ N, 76° 48′ O – depressão tropical Mindy transita para um ciclone pós-tropical ao largo do Oceano Atlântico, cerca de 150 nmi (280 km) sudeste de Wilmington, Carolina do Norte, e depois se dissipa.[24]

11 de setembro
- 03:30 UTC (23:30 AST, 10 de setembro) em 47° 18′ N, 54° 36′ O – Furacão Larry atinge a costa perto de Great Bona Cove, ao longo da costa sul da Península de Burin em Terra Nova, com ventos sustentados de 70 kn (130 km/h).[23]
- 12:00 UTC (8:00 am AST) em 52° 30′ N, 49° 42′ O – Furacão Larry torna-se um ciclone extratropical cerca de 320 nmi (590 km) norte-nordeste de São João da Terra Nova, e mais tarde é absorvido por maiores baixas extratropicais.[23]

12 de setembro
- 12:00 UTC (7:00 CDT) em 21° 00′ N, 95° 12′ O – A tempestade tropical Nicholas se forma a partir de uma onda tropical de cerca de 115 nmi (213 km) a nordeste de Veracruz, Veracruz.[25]

14 de setembro

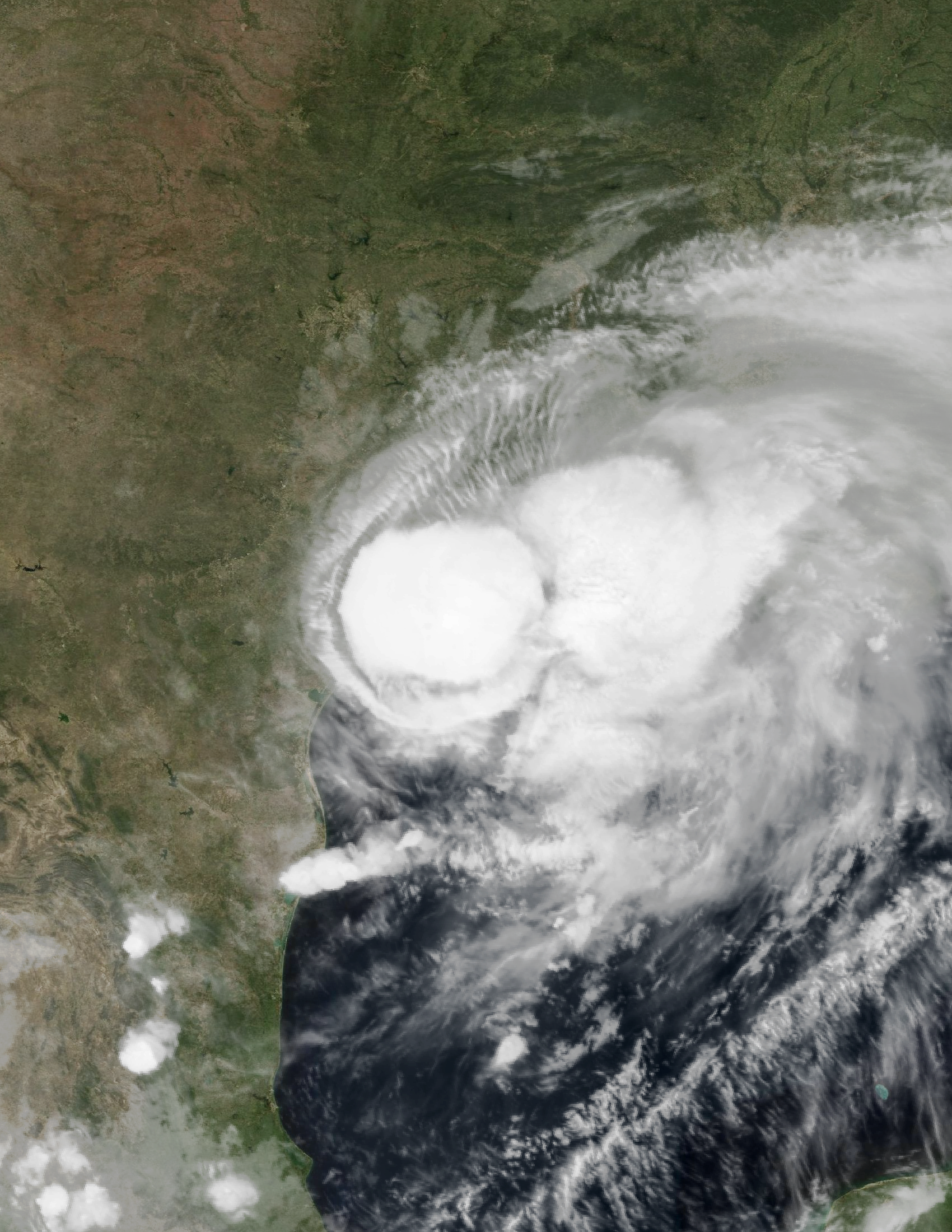
Furacão Nicholas perto da costa do Texas em 14 de setembro

- 00:00 UTC (19:00 CDT, 13 de setembro) em 28° 00′ N, 96° 12′ O – Tempestade Tropical Nicholas se fortalece em um furacão categoria 1 cerca 25 nmi (46 km) ao sul-sudoeste de Matagorda, Texas, e simultaneamente atinge o pico de intensidade com ventos máximos sustentados de 105 km/h (65 mph) e uma pressão central mínima de 988 mbar (29.2 inHg).[25]
- 05:30 UTC (12:30 am CDT) em 28° 42′ N, 95° 42′ O – Furacão Nicholas atinge a porção leste da Península de Matagorda, menos de 10 nmi (19 km) oeste-sudoeste de Sargent Beach, Texas, com ventos máximos sustentados de 105 km/h (65 mph).[25]
- 12:00 UTC (7:00 am CDT) em 29° 18′ N, 95° 24′ O – Furacão Nicholas enfraquece em uma tempestade tropical cerca 25 nmi (46 km) sul-sudoeste de Houston, Texas.[25]

15 de setembro
- 00:00 UTC (19:00 CDT, 14 de setembro) em 29° 54′ N, 94° 24′ O – A tempestade tropical Nicholas enfraquece em uma depressão tropical cerca 20 nmi (37 km) a oeste de Port Arthur, Texas.[25]
- 18:00 UTC (13:00 CDT) em 30° 12′ N, 92° 24′ O – depressão tropical Nicholas degenera em uma baixa remanescente de cerca 20 nmi (37 km) a oeste de Lafayette, Louisiana, e posteriormente se dissipa.[25]

17 de setembro
- 18:00 UTC (14:00 EDT) em 35° 54′ N, 72° 42′ O – A tempestade tropical Odette se forma a partir de uma calha de superfície associada a uma baixa de nível médio a superior de cerca de 150 nmi (280 km) a leste da fronteira Carolina do Norte- Virgínia.[26]

18 de setembro
- 06:00 UTC (2:00 am AST) em 37° 36′ N, 70° 06′ O – Tempestade Tropical Odette atinge pico de intensidade com ventos máximos de 40 kn (74 km/h) e uma pressão central mínima de 1,005 mbar (29.7 inHg).[26]
- 12:00 UTC (08:00 AST) às  – A tempestade tropical Odette transita para um ciclone extratropical cerca de 250 nmi (460 km) leste-sudeste de Atlantic City, Nova Jérsia, e posteriormente se abre em uma calha.[26]

19 de setembro

Loop de satélite infravermelho da tempestade tropical Peter desenvolvendo a leste das Ilhas Barlavento em 19 de setembro

- 00:00 UTC (20:00 AST, 18 de setembro) em 16° 24′ N, 52° 42′ O – depressão tropical Dezesseis formas aproximadamente a partir de uma onda tropical por volta de 525 nmi (972 km) a leste das Ilhas Barlavento do norte.[27]
- 00:00 UTC (23:00 CVT, 18 de setembro) em 10° 24′ N, 27° 24′ O – depressão tropical Dezessete forma-se de uma onda tropical cerca de 325 nmi (602 km) a sul-sudoeste das ilhas mais meridionais de Cabo Verde.[28]
- 06:00 UTC (2:00 am AST) em 16° 48′ N, 54° 24′ O – A depressão tropical Dezesseis se fortalece na tempestade tropical Peter cerca de 425 nmi (787 km) a leste das Ilhas de Sotavento.[27]
- 18:00 UTC (14:00 AST) em 17° 54′ N, 57° 00′ O – A tempestade tropical Peter atinge seu pico de intensidade com ventos máximos sustentados de 45 kn (83 km/h) e uma pressão central mínima de 1,005 mbar (29.7 inHg), cerca de 280 nmi (520 km) a leste das Ilhas Barlavento do norte.[27]
- 18:00 UTC (17:00 CVT) em 13° 48′ N, 29° 24′ O – A depressão tropical Dezessete se fortalece na tempestade tropical Rose cerca de 300 nmi (560 km) a oeste do extremo sul das ilhas de Cabo Verde.[28]

21 de setembro
- 00:00 UTC (20:00 AST, 20 de setembro) em 18° 48′ N, 35° 18′ O – A tempestade tropical Rose atinge seu pico de intensidade com ventos máximos sustentados de 50 kn (93 km/h) e uma pressão central mínima de 1,004 mbar (29.6 inHg), cerca de 590 nmi (1,090 km) oeste-noroeste das ilhas de Cabo Verde.[28]
- 18:00 UTC (14:00 AST) às  – A tempestade tropical Peter enfraquece para uma depressão tropical, cerca de 115 nmi (213 km) ao norte de Saint Thomas, Ilhas Virgens dos Estados Unidos, e depois degenera em uma calha de superfície.[27]

22 de setembro
- 06:00 UTC (2:00 am AST) em 23° 06′ N, 38° 06′ O – A tempestade tropical Rose enfraquece em uma depressão tropical 815 nmi (1,509 km) oeste-noroeste das ilhas de Cabo Verde.[28]
- 12:00 UTC (8:00 am AST) em 23° 24′ N, 38° 48′ O – depressão tropical Rose degenera em uma baixa remanescente de cerca de 850 nmi (1,570 km) a oeste-noroeste das ilhas de Cabo Verde, abrindo-se posteriormente num vale de baixa pressão.[28]
- 18:00 UTC (14:00 AST) em 10° 00′ N, 33° 06′ O – depressão tropical Dezoito forma-se formam-se a partir de uma onda tropical de cerca de 575 nmi (1,065 km) oeste-sudoeste das ilhas mais meridionais de Cabo Verde.[29]

23 de setembro
- 06:00 UTC (2:00 am AST) em 10° 24′ N, 36° 00′ O – depressão tropical Dezoito se fortalece na tempestade tropical Sam.[29]

24 de setembro
- 06:00 UTC (2:00 am AST) em 11° 24′ N, 41° 36′ O – A tempestade tropical Sam se fortalece em um furacão de categoria 1 com cerca de 1,100 nmi (2,000 km) a leste das Ilhas de Barlavento.[29]
- 06:00 UTC (2:00 am AST) em 31° 24′ N, 62° 00′ O – Uma depressão subtropical se forma a partir de uma área não tropical de clima perturbado por volta de 150 nmi (280 km) leste-sudeste das Bermudas.[30]
- 12:00 UTC (8:00 am AST) em 32° 48′ N, 62° 54′ O – A depressão subtropical se fortalece na tempestade subtropical Teresa cerca de 110 mi (175 km) a leste das Bermudas.[30]
- 18:00 UTC (14:00 AST) em 33° 36′ N, 64° 06′ O – Tempestade Subtropical Teresa atinge seu pico de intensidade com ventos máximos sustentados de 40 kn (74 km/h) e uma pressão central mínima de 1,008 mbar (29.8 inHg) cerca de 90 mi (145 km) ao norte das Bermudas.[30]

25 de setembro
- 00:00 UTC (20:00 AST, 24 de setembro) em 12° 18′ N, 45° 24′ O – Furacão Sam se intensifica para força Categoria 2.[29]
- 12:00 UTC (8:00 am AST) em 12° 48′ N, 47° 12′ O – Furacão Sam se intensifica para força de Categoria 3.[29]
- 12:00 UTC (8:00 am AST) em 34° 18′ N, 65° 12′ O – Tempestade Subtropical Teresa enfraquece em uma depressão subtropical cerca de 135 mi (220 km) ao norte das Bermudas.[30]
- 18:00 UTC (14:00 AST) em 13° 06′ N, 48° 06′ O – Furacão Sam se intensifica para força de Categoria 4.[29]
- 18:00 UTC (14:00 AST) em 34° 18′ N, 64° 30′ O – Depressão Subtropical Teresa degenera em um remanescente baixo cerca de 135 mi (215 km) ao norte das Bermudas, e posteriormente se dissipa.[30]

26 de setembro
- 18:00 UTC (14:00 AST) em 14° 06′ N, 50° 18′ O – Furacão Sam atinge seu pico de intensidade com ventos máximos sustentados de 135 kn (250 km/h) e uma pressão central mínima de 927 mbar (27.4 inHg), cerca de 600 nmi (1,100 km) a leste das Pequenas Antilhas.[29]

27 de setembro
- 12:00 UTC (8:00 am AST) em 15° 24′ N, 51° 42′ O – Furacão Sam enfraquece para Categoria 3 força.[29]

28 de setembro
- 06:00 UTC (2:00 am AST) em 16° 54′ N, 53° 30′ O – Furacão Sam se intensifica para Categoria 4 força.[29]

29 de setembro
- 12:00 UTC (11:00 am CVT) em 7° 48′ N, 24° 06′ O – depressão tropical Vinte forma-se de uma onda tropical cerca de 465 nmi (861 km) a sul das ilhas de Cabo Verde.[31]
- 18:00 UTC (17:00 CVT) em 8° 06′ N, 25° 06′ O – depressão tropical Vinte fortalece-se na tempestade tropical Victor ao sul das Ilhas de Cabo Verde.[31]

### Outubro
1 de outubro
- 06:00 UTC (2:00 am AST) em 25° 48′ N, 61° 36′ O – Furacão Sam atinge um pico secundário de intensidade, com ventos de 130 kn (240 km/h) e uma pressão central mínima de 936 mbar (27.6 inHg) cerca de 425 nmi (787 km) sul-sudeste das Bermudas.[29]
- 12:00 UTC (8:00 am AST) em 11° 24′ N, 33° 00′ O – Tempestade Tropical Victor atinge intensidade máxima com ventos máximos sustentados de 55 kn (102 km/h) e uma pressão central mínima de 997 mbar (29.4 inHg), cerca de 600 nmi (1,100 km) oeste-sudoeste das ilhas de Cabo Verde.[31]

2 de outubro
- 18:00 UTC (14:00 AST) em 34° 42′ N, 59° 06′ O – Furacão Sam enfraquece para Categoria 3 força cerca de 315 nmi (583 km) leste-nordeste das Bermudas.[29]
- 18:00 UTC (14:00 AST) em 13° 30′ N, 37° 42′ O – A tempestade tropical Victor enfraquece para uma depressão tropical cerca de 825 nmi (1,528 km) a oeste das ilhas de Cabo Verde.[31]

3 de outubro
- 06:00 UTC (2:00 am AST) em 36° 42′ N, 56° 36′ O – Furacão Sam enfraquece para Categoria 2 força cerca de 480 nmi (890 km) a nordeste das Bermudas.[29]

4 de outubro
- 12:00 UTC (8:00 am AST) em 17° 48′ N, 43° 06′ O – depressão tropical Victor degenera em um vale mais de 1,200 nmi (2,200 km) a oeste das ilhas de Cabo Verde, e depois se dissipa.[31]
- 18:00 UTC (18:00 GMT) em 43° 48′ N, 43° 36′ O – Furacão Sam enfraquece para Categoria 1 força cerca de 435 nmi (806 km) sudeste de Cabo Race, Terra Nova.[29]

5 de outubro
- 06:00 UTC (06:00 GMT) em 49° 24′ N, 39° 42′ O – O furacão Sam transita para um ciclone pós-tropical cerca de 565 nmi (1,046 km) a leste de Cape Race, e posteriormente se funde com outra baixa extratropical.[29]

30 de outubro
- 12:00 UTC (8:00 am AST) em 38° 30′ N, 49° 36′ O – A tempestade subtropical Wanda se forma a partir de um nor'easter de cerca de 515 nmi (954 km) sul-sudeste de Cabo Race, Terra Nova.[32]

31 de outubro

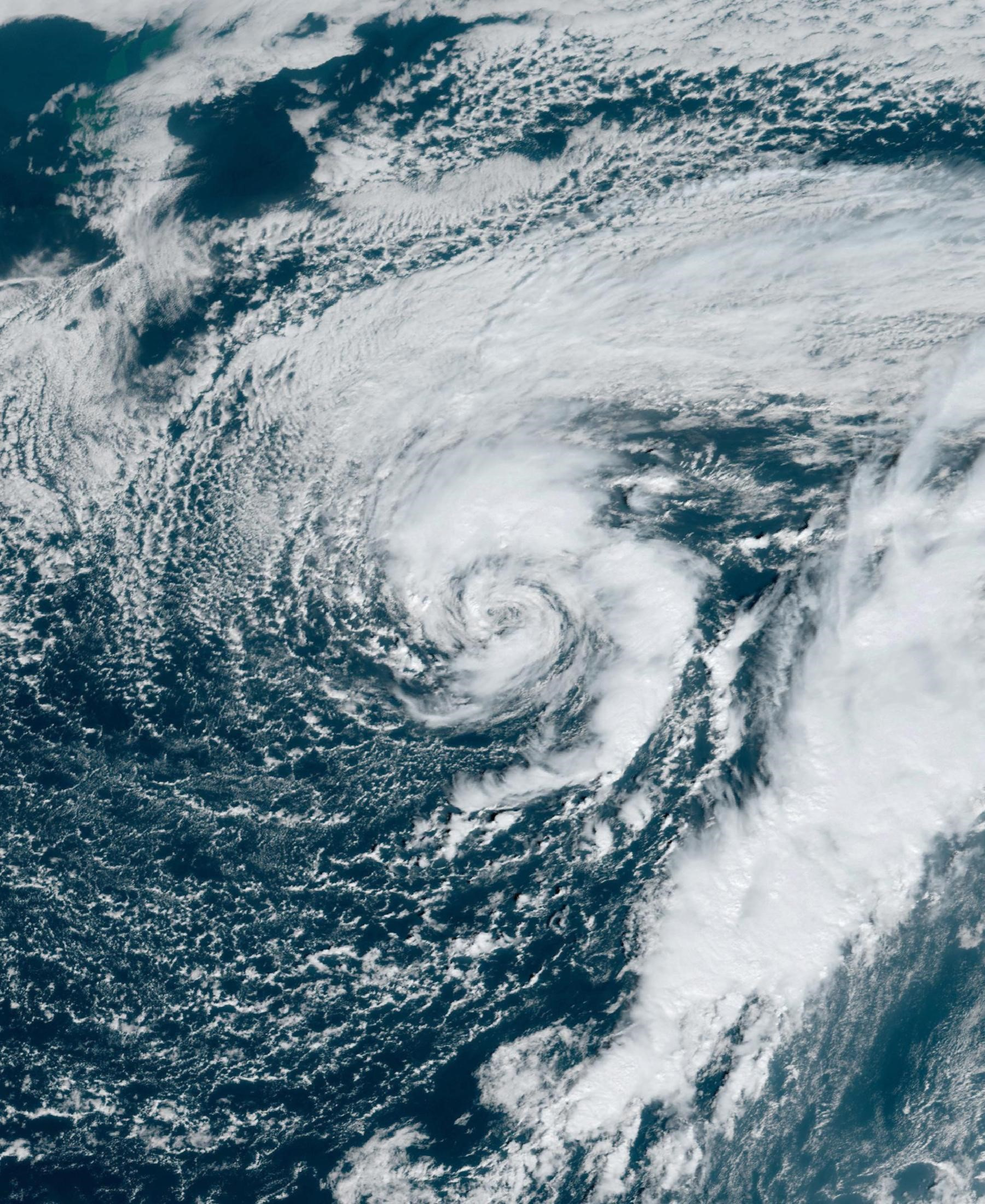
Tempestade subtropical Wanda sobre o Oceano Atlântico em 31 de outubro

- 12:00 UTC (12:00 GMT) em 36° 30′ N, 43° 24′ O – Tempestade Subtropical Wanda atinge seu pico de intensidade com ventos máximos sustentados de 50 kn (93 km/h) e uma pressão central mínima de 983 mbar (29.0 inHg), cerca de 785 nmi (1,454 km) a oeste dos Açores.[32]

### Novembro
1 de Novembro
- 12:00 UTC (12:00 GMT) em 34° 06′ N, 43° 24′ O – Tempestade Subtropical Wanda transita para uma tempestade tropical por volta de 825 nmi (1,528 km) oeste-sudoeste dos Açores.[32]

7 de novembro
- 12:00 UTC (12:00 GMT) em 39° 12′ N, 34° 54′ O – A tempestade tropical Wanda transita para um ciclone pós-tropical cerca de 375 nmi (694 km) a oeste-noroeste dos Açores, e depois dissipa-se.[32]

30 de novembro
- A temporada de furacões no oceano Atlântico de 2021 termina oficialmente.[2]